# Carne de conejo
La carne de conejo es un producto cárnico procedente del conejo (Oryctolagus cuniculus), que se puede obtener mediante la cría o, históricamente, mediante la caza. Se considera una carne blanca. Aunque no es tan popular como la carne de res, de cerdo o de pollo, tiene cierta tradición en Europa entre otros, especialmente en las áreas rurales.
Algunos platos a base de carne de conejo son el hasenpfeffer en Alemania, los andrajos y el conill amb xocolata en España, el cacciatore en Italia, la cabidela en Portugal, el rabbit pie en Reino Unido, el ostropel en Rumanía o el stuffat tal-fenek, plato nacional de Malta. En cambio, en otros lugares del mundo el conejo es considerado una mascota y su consumo se observa como tabú.
La producción industrial de carne de conejo se da principalmente en Italia, Francia, Venezuela, Corea del Norte, Egipto, España, Estados Unidos y China, siendo este último el mayor productor mundial (690,000 toneladas, 40%) desde 2010.
A nivel culinario, se puede preparar asada, al horno, a la plancha, salteada, guisada, confitada, frita, entre otras formas de preparación. Se considera una carne seca debido a su bajo contenido graso. También es baja en colesterol, y a diferencia de otras carnes, es de fácil digestión.

## Galería
Algunos platos tradicionales del mundo a base de conejo
|                            |
| Coniglio e polenta, Italia |

| |
| Muslos de conejo (Kanninchenkeulen) con kartoffelklößen de patata y col lombarda. Franconia, Alemania |

|                                                                                         |
| Conejo al ajillo (con ajos tiernos y secos), típico de la gastronomía popular española. |

|                                   |
| Lapin à la provençale, de Francia |

|                                      |
| Conejo asado en Tequixquiac, México. |

|                                                           |
| Cabezas de conejo al ajillo, gastronomía popular (España) |

|                                                                             |
| Conejo frito al ajillo, con ajos secos, aceite, sal y vino blanco (España). |